# Sweet Little Songs
『Sweet Little Songs』（スウィート・リトル・ソングス）は、渡辺美奈代4枚目のオリジナル・アルバム。1988年7月1日発売。発売元はCBS・ソニー。

## 解説
CBS・ソニー独自の企画アルバム「My Favorite Songs」シリーズの一枚。過去3枚のアルバム楽曲から5曲選曲された。8センチCDのみ発売。

## 収録曲
全作曲・編曲：後藤次利
1. 太陽がやってきた（3:48）
  - 作詞：秋元康
2. リルケの栞（4:14）
  - 作詞：秋元康
3. アンブレラひとりぼっち（4:48）
  - 作詞：蓮田ひろか
4. スウィート・ミリタリー（3:58）
  - 作詞：川村真澄
5. シーツの舟（3:59）
  - 作詞：秋元康